# Eine große Stadt ersteht
Eine große Stadt ersteht ist ein dreistrophiges, katholisches Kirchenlied, das 1965 von der Benediktinerin Silja Walter gedichtet und 1972 von Josef Anton Saladin vertont wurde. Im Gotteslob steht es unter der Liednummer 479 (im alten Gotteslob von 1975 war es die Liednummer 642), im Katholischen Gesangbuch der deutschsprachigen Schweiz hat es die Liednummer 505.

## Inhalt
Die drei Strophen drücken nacheinander Lob, Bitten und Dank aus. Sie nehmen Bezug auf das 21. Kapitel der Offenbarung des Johannes mit den Überschriften „Gottes Wohnen unter den Menschen“ und „Das neue Jerusalem“ sowie auf die Mutter Kirche.
Die erste Strophe beschreibt metaphorisch die himmlische Stadt, die durch Jesus Christus für die Menschen errichtet wird. Sie ist eine Strophe, die das Lob für den Erlöser ausdrückt.
Die zweite Strophe drückt die Bitten der christlichen Gemeinde aus, in diese Stadt aufgenommen zu werden.
In der dritten Strophe wird schließlich der Dank für Gottvater und seinen Sohn Jesus Christus formuliert.

## Text
Alle drei Strophen des Liedes gliedern sich mit der Reimfolge A-A-B-C-C-B.
Teilweise existieren Textänderungen, so wie zum Beispiel:
- Durch Veränderung der Wortstellung: „Lass uns durch dein Tor herein“ statt „Durch dein Tor lass uns herein“.
- Durch Gendering: „Gott heißt jeden von uns Kind“ oder „Gott heißt Tochter, Sohn und Kind“ statt „Gott heißt jeden Sohn und Kind“.
- Durch Substitution: „Eine große Stadt entsteht“ oder „Eine neue Stadt ersteht“ (Motto des 91. Deutschen Katholikentages) statt „Eine große Stadt ersteht“.